# Control de motores en aviones
Los controles del motor de la aeronave proporcionan un medio para que el piloto controle y supervise el funcionamiento del motor de la aeronave. Este artículo describe los controles utilizados con un motor de combustión interna básico que impulsa una hélice.  Algunas configuraciones opcionales o más avanzadas se describen al final del artículo. Los motores de turbina a reacción utilizan diferentes principios operativos y tienen sus propios conjuntos de controles y sensores.

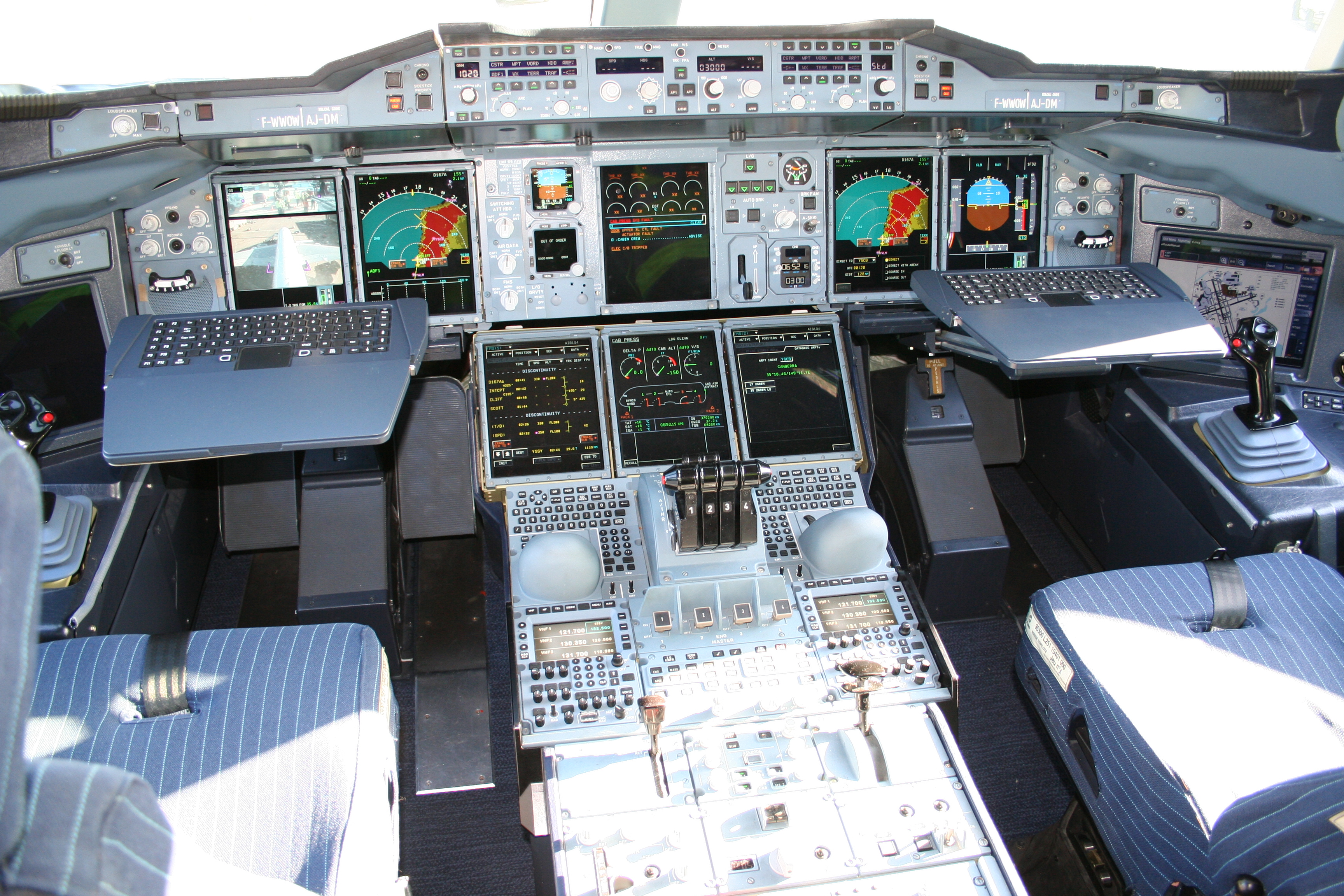
Cabina de un Airbus A380. La mayoría de las cabinas de las aeronaves de Airbus son cabinas de vidrio con tecnología fly-by-wire.

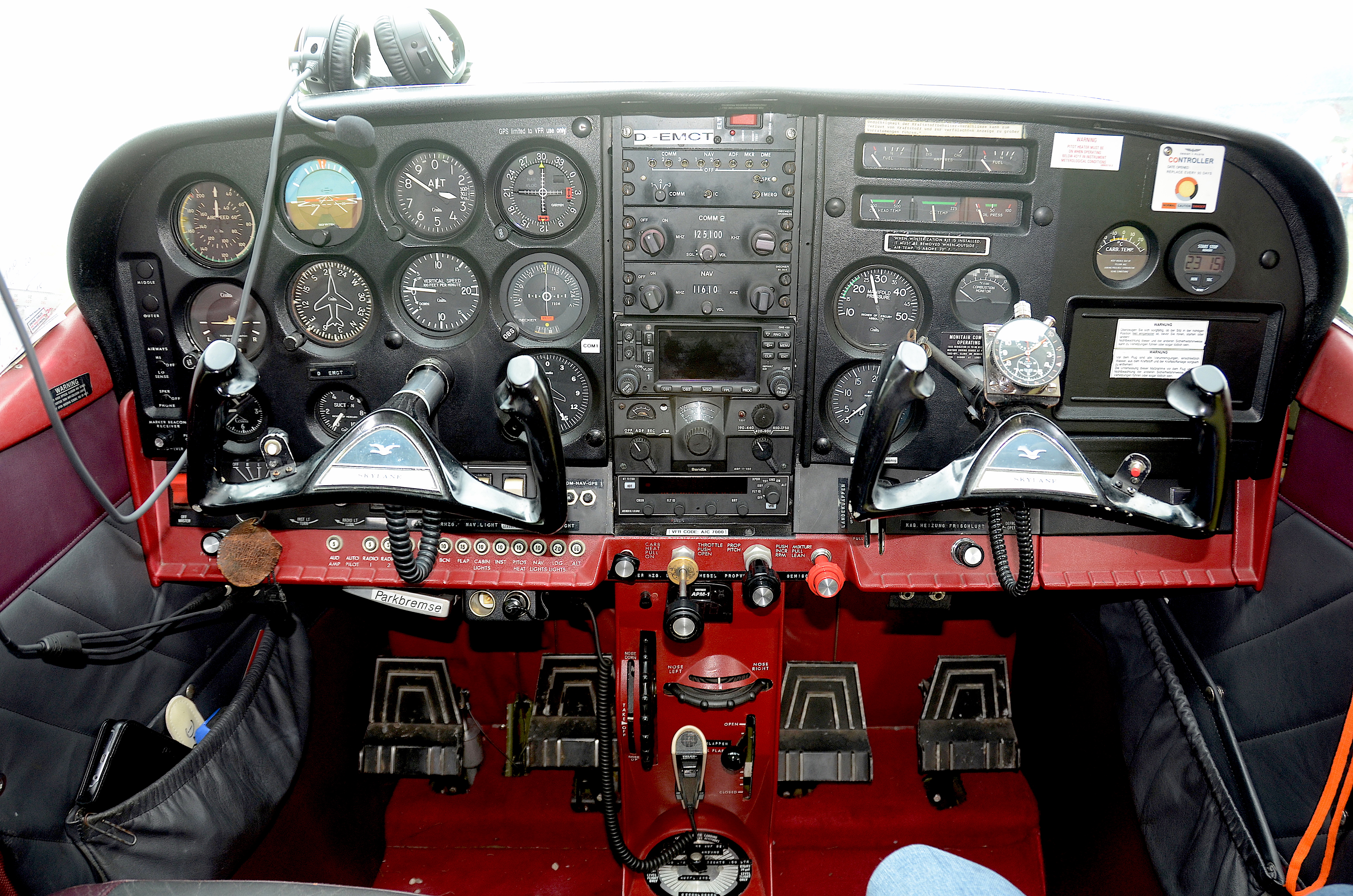
La cabina de un Cessna 182D

## Controles e indicadores básicos
- Control del acelerador: establece el nivel de potencia deseado normalmente mediante una palanca en la cabina. En los motores con carburador, la palanca se llama palanca del acelerador y controla el caudal másico de la mezcla de aire y combustible entregada a los cilindros mediante la cantidad de apertura de la válvula del acelerador. En motores con sistema de inyección de combustible , la palanca generalmente se conoce como palanca de potencia y controla la cantidad de combustible que se inyecta en los cilindros.
- Control de hélice o gobernador : ajusta el paso de las palas de la hélice y regula la carga del motor según sea necesario para mantener las revoluciones por minuto (RPM) establecidas. Consulte la sección sobre hélice a continuación para obtener más detalles.
- Control de mezcla : establece la cantidad de combustible agregado al flujo de aire de admisión. A mayores altitudes, la presión del aire (y por lo tanto el nivel de oxígeno) disminuye, por lo que el volumen de combustible también debe reducirse para obtener la mezcla correcta de aire y combustible . Este proceso se conoce como "inclinación".
- Interruptor maestro : en la mayoría de los casos, son dos interruptores separados, el maestro de la batería y el maestro del alternador . El maestro de la batería activa un relé (a veces llamado contactor de la batería) que conecta la batería al bus eléctrico principal de la aeronave. El maestro del alternador activa el alternador aplicando energía al circuito del campo del alternador. Estos dos interruptores proporcionan energía eléctrica a todos los sistemas de la aeronave.
- Interruptor de encendido : activa los magnetos abriendo el circuito de conexión a tierra o 'cable p'; Con el cable P sin conexión a tierra, el magneto puede enviar su salida de alto voltaje a las bujías . En la mayoría de los aviones, el interruptor de encendido también aplica energía al motor de arranque durante el arranque del motor. En los motores de avión de pistón, la batería no genera la chispa necesaria para la combustión. Esto se logra utilizando dispositivos llamados magnetos. Los magnetos están conectados al motor mediante engranajes. Cuando el cigüeñal gira, hace girar los magnetos que generan mecánicamente voltaje para generar chispas. En caso de fallo eléctrico, el motor seguirá funcionando. El interruptor de encendido tiene las siguientes posiciones:

- #1. 'Apagado : ambos cables P del magneto están conectados a tierra eléctrica. Esto desactiva ambos magnetos y no se produce ninguna chispa.
- #2. Derecha : el cable P del magneto izquierdo está conectado a tierra y el derecho está abierto. Esto desactiva el magneto izquierdo y activa solo el magneto derecho.
- #3. Izquierda : el cable P del magneto derecho está conectado a tierra y el izquierdo está abierto. Esto desactiva el magneto derecho y activa solo el magneto izquierdo.
- #4. Ambos : esta es la configuración operativa normal, ambos cables P están abiertos, lo que habilita ambos magnetos.
- #5. Arranque: el piñón del motor de arranque se acopla con el volante y el motor de arranque gira para hacer girar el motor. En la mayoría de los casos, solo el magneto izquierdo está activo (el cable p derecho está conectado a tierra) debido a diferencias de sincronización entre los magnetos a bajas RPM.[1]

- Tacómetro : un indicador para indicar la velocidad del motor en RPM o porcentaje del máximo.
- Manómetro de presión del colector (MP): indica la presión absoluta en el colector de admisión . Para una aeronave equipada con una hélice de velocidad constante, esta es la indicación más directa de la potencia operativa del motor. Un acelerador completamente abierto mostraría una presión en el colector aproximadamente igual a la presión del aire ambiente, es decir, potencia total; tenga en cuenta que, por lo tanto, el máximo cambia con la altitud a menos que el motor esté equipado con un turbocompresor o un sistema similar de aumento de la presión del aire de admisión. Cuando se cierra el acelerador, esta presión se reduce debido a la restricción de la mezcla de combustible/aire disponible para el motor, es decir, haciendo que funcione a una potencia inferior a la que es capaz de producir.
- Medidor de temperatura del aceite: indica la temperatura del aceite del motor.
- Manómetro de presión de aceite : indica la presión de suministro del lubricante del motor.
- Medidor de temperatura de los gases de escape (EGT): indica la temperatura de los gases de escape justo después de la combustión. Si solo se proporciona una lectura, mide el escape del cilindro típicamente más caliente. Se utiliza para configurar correctamente la mezcla de aire y combustible (inclinación).

Medidor de temperatura de la culata (CHT) : indica la temperatura de al menos una de las culatas. El CHT se ve más directamente afectado por el volumen y la temperatura del flujo de aire que pasa sobre lasculatas enfriadas por aire . La mayoría de los motores de alto rendimiento proporcionan aletas de capó ajustables para gestionar este flujo de aire y así mantener un CHT apropiado.
- Control de calor del carburador : controla la aplicación de calor al área venturi del carburador para eliminar o prevenir la formación de hielo en la garganta del carburador, así como para evitar el filtro de aire en caso de formación de hielo por impacto.
- Aire alternativo: pasa por alto el filtro de aire en un motor de inyección de combustible.

## Controles de combustible
- Bomba de cebado de combustible : una bomba manual para agregar una pequeña cantidad de combustible en las tomas de los cilindros para ayudar a arrancar un motor frío. Los motores de inyección de combustible no tienen este control. Para los motores de inyección de combustible, se utiliza una bomba de refuerzo de combustible para cebar el motor antes del arranque.
- Indicador de cantidad de combustible : indica la cantidad de combustible que queda en el tanque identificado. Uno por tanque de combustible. Algunos aviones utilizan un único medidor para todos los tanques, con un interruptor selector que se puede girar para seleccionar el tanque que se desea que se muestre en el medidor compartido, incluida una configuración para mostrar el combustible total en todos los tanques. Un ejemplo de configuración de interruptor podría ser "Izquierda, Derecha, Fuselaje, Total". Esto ahorra espacio en el panel de instrumentos al eliminar la necesidad de cuatro indicadores de combustible dedicados diferentes.
- Válvula selectora de combustible: conecta el flujo de combustible desde el tanque seleccionado al motor.

Si la aeronave está equipada con una bomba de combustible:
- Medidor de presión de combustible : indica la presión de suministro de combustible al carburador (o en el caso de un motor de inyección de combustible, al controlador de combustible).
- Interruptor de la bomba de refuerzo de combustible: controla el funcionamiento de la bomba de combustible eléctrica auxiliar para proporcionar combustible al motor antes de que arranque o en caso de falla de la bomba de combustible impulsada por el motor. Algunos aviones grandes tienen un sistema de combustible que permite a la tripulación desechar o tirar el combustible. Cuando funcionan, las bombas de refuerzo en los tanques de combustible bombean el combustible a los conductos de descarga o boquillas de descarga y por la borda a la atmósfera.

## Control de hélices
En un avión con hélice de paso fijo, no existe un control directo sobre la velocidad de rotación de la hélice, que depende de la velocidad del aire y de la carga. Por lo tanto, el piloto debe prestar atención al indicador de RPM y ajustar la palanca de aceleración/potencia para mantener la velocidad constante deseada de la hélice. Por ejemplo, cuando la velocidad del aire se reduce y la carga aumenta (por ejemplo, en un ascenso), las RPM disminuirán y el piloto tendrá que aumentar la aceleración/potencia. Cuando la velocidad del aire aumenta y la carga disminuye (por ejemplo, en una inmersión), las RPM aumentarán y el piloto tendrá que disminuir el acelerador/potencia para evitar que las RPM excedan los límites operativos y dañen el motor.
Si la aeronave está equipada con hélice(s) de paso ajustable o de velocidad constante :
- Control de paso de pala: maximiza la eficiencia de la hélice en diferentes condiciones operativas (es decir, velocidad del aire) controlando la velocidad de rotación deseada de la hélice. En el sistema de control de hélice de paso ajustable , el piloto tiene que ajustar el ángulo de paso de la hélice y, por tanto, el ángulo de ataque de las palas de la hélice (normalmente con una palanca) para lograr la velocidad de rotación deseada de la hélice. El aumento del paso (ángulo de ataque de la pala) aumenta la carga sobre el motor y, por tanto, lo ralentiza, y viceversa. Sin embargo, la velocidad real de la hélice permanece estable sólo si las condiciones operativas (por ejemplo, la velocidad del aire) no cambian; de lo contrario, el piloto tiene que ajustar constantemente el paso para mantener la velocidad deseada de la hélice. Hélice de velocidad constanteEl sistema de control simplifica esto para el piloto al introducir un regulador de hélice , donde la palanca controla la velocidad deseada de la hélice en lugar del ángulo de paso. Una vez que el piloto ha establecido la velocidad deseada de la hélice, el gobernador de la hélice mantiene esa velocidad ajustando el paso de las palas de la hélice, utilizando la presión del aceite del motor para mover un pistón hidráulico en el cubo de la hélice. Muchos aviones modernos utilizan un sistema de control de potencia de palanca única (SLPC), donde la computadora de a bordo ( FADEC ) administra automáticamente la velocidad de la hélice en función de la configuración de potencia deseada y las condiciones operativas. La potencia de salida de la hélice es igual al producto de la eficiencia de la hélice y la potencia de entrada del motor.
- Manómetro del colector: cuando el motor funciona normalmente, existe una buena correlación entre la presión del colector de admisión y el par que desarrolla el motor. La potencia de entrada a la hélice es igual al producto de la velocidad de rotación de la hélice y el par.

## Capucha o aletas
Si la aeronave está equipada con Cowl Flaps ajustables:
- Control de posición de las aletas del capó: las aletas del capó se abren durante operaciones de alta potencia y baja velocidad del aire, como el despegue, para maximizar el volumen del flujo de aire de refrigeración sobre las aletas de refrigeración del motor.

- Medidor de temperatura de la culata: indica la temperatura de todas las culatas o, en un solo sistema CHT, la culata más caliente. Un medidor de temperatura de la culata tiene un tiempo de respuesta mucho más corto que el medidor de temperatura del aceite, por lo que puede alertar al piloto sobre un problema de enfriamiento en desarrollo más rápidamente. El sobrecalentamiento del motor puede deberse a:

- 1. Funcionando demasiado tiempo con una configuración de potencia alta.
- 2. Mala técnica de inclinación.
- 3. Restringir demasiado el volumen del flujo de aire de refrigeración.
- 4. Entrega insuficiente de aceite lubricante a las partes móviles del motor.